# Joel Glazer
Joel Glazer (31 maart 1967) is een Amerikaanse zakenman. Hij is eigenaar van Manchester United FC en Tampa Bay Buccaneers. Joel is lid van de "Glazer familie" die een geschat vermogen heeft van $4,7 miljard.

## Manchester United FC
In 2014 kreeg Joel samen met zijn broers en zus Avram, Kevin, Bryan, Darcie en Edward een aandeel in Manchester United nadat hun vader Malcolm Glazer overleed. Sinds 2006 werkte Avram en Joel al wel bij de club.
Na invoering van The Super League werd Joel vicevoorzitter van de organisatie onder Florentino Pérez.

## Tampa Bay Buccaneers
Net als bij Manchester United was Tampa Bay Buccaneers eerst overgenomen door de vader van Joel, Malcolm Glazer. Tegenwoordig hebben de broers en zus Bryan, Darcie, Edward en Joel de aandelen van hun vader in handen en zijn ook allen mede-voorzitter van de club.